# Балша I Балшић
Балша I Балшић је био српски великаш из Горње Зете и родоначелник династије Балшића. Према каснијим наводима Мавра Орбинија из 1601. године, за време владавине српског краља и цара Стефана Душана (1331—1355) држао само једно село, а његов успон отпочиње после Душанове смрти. Балша и његов синови 1360. године шире власт на Скадар, њихова област је обухватила и предео између Скадарског језера и Јадранског мора, највероватније и град Бар. Статус почасног грађанина Дубровника, стекао је 1361. године. Преминуо је пре маја 1362. године.
Наследила су га тројица синова:
- Страцимир
- Ђурађ I
- Балша II

Поред њих, Балша I је по неким страним ауторима имао и ћерку Војиславу, која се, око 1370. године, удала за кнеза Карла Топију, али се она не помиње у делима српских историчара.